# درونایا استانتسی ساخاروزاوودسکایا
درونایا استانتسی ساخاروزاوودسکایا (انگلیسی: Derevnya stantsii Sakharozavodskaya) یک شهرک در شهرستان کارماسکالینسکی استان باشقیرستان کشور روسیه است.